# Латвія на зимових Олімпійських іграх 2022
Латвія взяла участь у зимових Олімпійських іграх 2022, що тривали з 4 до 20 лютого в Пекіні (Китай).
Лауріс Дарзіньш і Еліза Тірума несли прапор своєї країни на церемонії відкриття. А нести прапор на церемонії закриття доручили бобслеїстові Матіссу Мікнісу.

## Спортсмени
Кількість спортсменів, що взяли участь в Іграх, за видами спорту.
| Вид спорту          | Чоловіки | Жінки | Загалом |
| ------------------- | -------- | ----- | ------- |
| Гірськолижний спорт | 1        | 1     | 2       |
| Біатлон             | 0        | 1     | 1       |
| Бобслей             | 5        | 0     | 5       |
| Лижні перегони      | 2        | 5     | 7       |
| Фігурне катання     | 1        | 0     | 1       |
| Хокей               | 27       | 0     | 27      |
| Санний спорт        | 7        | 3     | 10      |
| Лижне двоборство    | 1        | Н/Д   | 1       |
| Шорт-трек           | 2        | 0     | 2       |
| Скелетон            | 2        | 1     | 3       |
| Ковзанярський спорт | 1        | 0     | 1       |
| Загалом             | 49       | 11    | 60      |

## Медалісти
Список латвійських спортсменів, що на Іграх здобули медалі.
| Медаль | Ім'я                                                       | Вид спорту   | Дисципліна       | Дата      |
| ------ | ---------------------------------------------------------- | ------------ | ---------------- | --------- |
| Бронза | Еліза Тірума Крістерс Апарйодс Мартиньш Ботс Робертс Плуме | Санний спорт | Змішана естафета | 10 лютого |

## Гірськолижний спорт
Від Латвії на Ігри кваліфікувалися один гірськолижник і одна гірськолижниця, що відповідали базовому кваліфікаційному критерію.
| Спортсмен             | Дисципліна                    | 1-й спуск | 1-й спуск | 2-й спуск   | 2-й спуск   | Сума        | Сума        |
| Спортсмен             | Дисципліна                    | Час       | Місце     | Час         | Місце       | Час         | Місце       |
| --------------------- | ----------------------------- | --------- | --------- | ----------- | ----------- | ----------- | ----------- |
| Мікс Едгарс Звейнієкс | Гігантський слалом (чоловіки) | 1:09.59   | 33        | 1:13.04     | 26          | 2:22.63     | 26          |
| Мікс Едгарс Звейнієкс | Слалом (чоловіки)             | НФ        | НФ        | Не потрапив | Не потрапив | Не потрапив | Не потрапив |
| Лієне Бондаре         | Слалом (жінки)                | 1:00.45   | 48        | НФ          | НФ          | НФ          | НФ          |

## Біатлон
| Спортсмен     | Дисципліна                      | Час     | Хиби        | Місце |
| ------------- | ------------------------------- | ------- | ----------- | ----- |
| Байба Бендіка | Спринт (жінки)                  | 23:20.7 | 3 (1+2)     | 50    |
| Байба Бендіка | Перегони переслідування (жінки) | 41:11.9 | 6 (2+1+2+1) | 48    |
| Байба Бендіка | Індивідуальні перегони (жінки)  | 51:10.3 | 6 (1+3+0+2) | 58    |

## Бобслей
Чоловіки
| Спортсмен                                                     | Дисципліна          | 1-й заїзд | 1-й заїзд | 2-й заїзд | 2-й заїзд | 3-й заїзд | 3-й заїзд | 4-й заїзд | 4-й заїзд | Сума    | Сума  |
| Спортсмен                                                     | Дисципліна          | Час       | Місце     | Час       | Місце     | Час       | Місце     | Час       | Місце     | Час     | Місце |
| ------------------------------------------------------------- | ------------------- | --------- | --------- | --------- | --------- | --------- | --------- | --------- | --------- | ------- | ----- |
| Оскарс Кіберманіс* Матісс Мікніс                              | Двійки (чоловіки)   | 59.65     | 10        | 59.94     | 7         | 59.82     | 10        | 59.93     | 5         | 3:59.34 | 9     |
| Емілс Ципуліс* Едгарс Немме                                   | Двійки (чоловіки)   | 1:00.00   | 18        | 1:00.24   | 16        | 1:00.20   | 16        | 1:00.46   | 18        | 4:00.90 | 17    |
| Оскарс Кіберманіс* Давіс Спріньгіс Матісс Мікніс Едгарс Немме | Четвірки (чоловіки) | 58.70     | 7         | 58.86     | 2         |           |           |           |           |         |       |

* – Позначає пілота кожного боба

## Лижні перегони
Від Латвії на Ігри кваліфікувалися два лижники і п'ять лижниць.
Дистанційні перегони
| Спортсмен                                                | Дисципліна                        | Класичний стиль | Класичний стиль | Вільний стиль | Вільний стиль | Загалом   | Загалом     | Загалом |
| Спортсмен                                                | Дисципліна                        | Час             | Місце           | Час           | Місце         | Час       | Відставання | Місце   |
| -------------------------------------------------------- | --------------------------------- | --------------- | --------------- | ------------- | ------------- | --------- | ----------- | ------- |
| Робертс Слотиньш                                         | 15 км класичним стилем (чоловіки) | Н/Д             | Н/Д             | Н/Д           | Н/Д           | 44:44.8   | +6:50.0     | 74      |
| Раймо Вігантс                                            | 15 км класичним стилем (чоловіки) | Н/Д             | Н/Д             | Н/Д           | Н/Д           | 43:10.9   | +5:16.1     | 62      |
| Раймо Вігантс                                            | 30 км скіатлон (чоловіки)         | 44:05.9         | 50              | КОЛО          | КОЛО          | КОЛО      | КОЛО        | 52      |
| Робертс Слотиньш                                         | 50 км вільним стилем (чоловіки)   | Н/Д             | Н/Д             | Н/Д           | Н/Д           | 1:24:46.4 | +13:13.7    | 54      |
| Раймо Вігантс                                            | 50 км вільним стилем (чоловіки)   | Н/Д             | Н/Д             | Н/Д           | Н/Д           | 1:18:55.2 | +7:22.5     | 44      |
| Кітія Аузіна                                             | 10 км класичним стилем (жінки)    | Н/Д             | Н/Д             | Н/Д           | Н/Д           | 33:26.3   | +5:20.0     | 68      |
| Патріція Ейдука                                          | 10 км класичним стилем (жінки)    | Н/Д             | Н/Д             | Н/Д           | Н/Д           | 30:34.7   | +2:28.4     | 23      |
| Саманта Крампе                                           | 10 км класичним стилем (жінки)    | Н/Д             | Н/Д             | Н/Д           | Н/Д           | 39:34.2   | +11:27.9    | 93      |
| Естере Волфа                                             | 10 км класичним стилем (жінки)    | Н/Д             | Н/Д             | Н/Д           | Н/Д           | 36:36.9   | +8:30.6     | 84      |
| Патріція Ейдука                                          | 15 км скіатлон (жінки)            | НС              | НС              | НС            | НС            | НС        | НС          | -       |
| Кітія Аузіна                                             | 30 км вільним стилем (жінки)      | Н/Д             | Н/Д             | Н/Д           | Н/Д           |           |             |         |
| Байба Бендіка                                            | 30 км вільним стилем (жінки)      | Н/Д             | Н/Д             | Н/Д           | Н/Д           |           |             |         |
| Патріція Ейдука                                          | 30 км вільним стилем (жінки)      | Н/Д             | Н/Д             | Н/Д           | Н/Д           |           |             |         |
| Саманта Крампе                                           | 30 км вільним стилем (жінки)      | Н/Д             | Н/Д             | Н/Д           | Н/Д           |           |             |         |
| Естере Волфа                                             | 30 км вільним стилем (жінки)      | Н/Д             | Н/Д             | Н/Д           | Н/Д           |           |             |         |
| Патріція Ейдука Кітія Аузіна Естере Волфа Саманта Крампе | Естафета 4×5 км (жінки)           | Н/Д             | Н/Д             | Н/Д           | Н/Д           | 1:01:20.6 | +7:39.6     | 17      |

Спринт
| Спортсмен                      | Дисципліна                  | Кваліфікація | Кваліфікація | Чвертьфінали | Чвертьфінали | Півфінали    | Півфінали    | Фінал        | Фінал        |
| Спортсмен                      | Дисципліна                  | Час          | Місце        | Час          | Місце        | Час          | Місце        | Час          | Місце        |
| ------------------------------ | --------------------------- | ------------ | ------------ | ------------ | ------------ | ------------ | ------------ | ------------ | ------------ |
| Робертс Слотиньш               | Спринт (чоловіки)           | 3:07.41      | 70           | Не потрапив  | Не потрапив  | Не потрапив  | Не потрапив  | Не потрапив  | Не потрапив  |
| Раймо Вігантс                  | Спринт (чоловіки)           | 2:53.98      | 28 Q         | 3:06.63      | 4            | Не потрапив  | Не потрапив  | Не потрапив  | Не потрапив  |
| Робертс Слотиньш Раймо Вігантс | Командний спринт (чоловіки) | Н/Д          | Н/Д          | Н/Д          | Н/Д          | 21:06.82     | 11           | Не потрапив  | 21           |
| Кітія Аузіна                   | Спринт (жінки)              | 3:51.60      | 76           | Не потрапила | Не потрапила | Не потрапила | Не потрапила | Не потрапила | Не потрапила |
| Патріція Ейдука                | Спринт (жінки)              | 3:24.32      | 32           | Не потрапила | Не потрапила | Не потрапила | Не потрапила | Не потрапила | Не потрапила |
| Саманта Крампе                 | Спринт (жінки)              | 3:46.66      | 73           | Не потрапила | Не потрапила | Не потрапила | Не потрапила | Не потрапила | Не потрапила |
| Естере Волфа                   | Спринт (жінки)              | 4:03.36      | 81           | Не потрапила | Не потрапила | Не потрапила | Не потрапила | Не потрапила | Не потрапила |
| Кітія Аузіна Естере Волфа      | Командний спринт (жінки)    | Н/Д          | Н/Д          | Н/Д          | Н/Д          | 26:46.26     | 11           | Не потрапили | 21           |

## Фігурне катання
На Чемпіонаті світу 2021 року в Стокгольмі Латвія здобула одне квотне місце в чоловічому одиночному катанні.
Одиночні
| Спортсмен        | Дисципліна                   | КП    | КП    | ДП     | ДП    | Загалом | Загалом |
| Спортсмен        | Дисципліна                   | Бали  | Місце | Бали   | Місце | Бали    | Місце   |
| ---------------- | ---------------------------- | ----- | ----- | ------ | ----- | ------- | ------- |
| Денісс Васільєвс | Одиночні змагання (чоловіки) | 85.30 | 16 Q  | 167.41 | 12    | 252.71  | 13      |

## Хокей
Підсумок
Легенда:
- OT – Додатковий час
- GWS – Пробиттям булітів

| Збірна                 | Дисципліна       | Груповий етап    | Груповий етап    | Груповий етап    | Груповий етап    | Груповий етап | Кваліфікаційний плейофf | Чвертьфінал      | Півфінал         | Фінал / БМ       | Фінал / БМ |
| Збірна                 | Дисципліна       | Суперник Рахунок | Суперник Рахунок | Суперник Рахунок | Суперник Рахунок | Місце         | Суперник Рахунок        | Суперник Рахунок | Суперник Рахунок | Суперник Рахунок | Місце      |
| ---------------------- | ---------------- | ---------------- | ---------------- | ---------------- | ---------------- | ------------- | ----------------------- | ---------------- | ---------------- | ---------------- | ---------- |
| Чоловіча збірна Латвії | Чоловічий турнір | Швеція L 2–3     | Фінляндія L 1–3  | Словаччина L 2–5 | Н/Д              | 4             | Данія L 2–3             | Не потрапив      | Не потрапив      | Не потрапив      | 11         |

Від Латвії на Ігри кваліфікувалася чоловіча збірна (28 спортсменів).

### Чоловічий турнір
Збірна Латвії з хокею із шайбою кваліфікувалася на Ігри завдяки перемозі в Фінальному кваліфікаційному турнірі.
Склад збірної
Склад збірної оголошено 24 січня 2022 року.
Головний тренер: Харійс Вітоліньш
| № | Поз. | Ім'я                | Зріст  | Вага   | Дата народження               | Команда             |
| - | ---- | ------------------- | ------ | ------ | ----------------------------- | ------------------- |
|   | В    | Крістерс Гудлевскіс | 1,93 м | 89 кг  | 31 липня 1992 (вік 29 років)  | Брюнес              |
|   | В    | Яніс Калниньш       | 1,83 м | 87 кг  | 13 грудня 1991 (вік 30 років) | Векше Лейкерс       |
|   | В    | Іварс Пунненовс     | 1,85 м | 85 кг  | 30 травня 1994 (вік 27 років) | Лангнау Тайгерс     |
|   | З    | Увіс Яніс Балінскіс | 1,78 м | 76 кг  | 1 серпня 1996 (вік 25 років)  | HC Verva Litvínov   |
|   | З    | Оскарс Цибульскіс   | 1,88 м | 86 кг  | 9 квітня 1988 (вік 33 роки)   | Динамо (Рига)       |
|   | З    | Карліс Чуксте       | 1,93 м | 100 кг | 17 червня 1997 (вік 24 роки)  | Динамо (Рига)       |
|   | З    | Ральфс Фрейбергс    | 1,80 м | 87 кг  | 17 травня 1991 (вік 30 років) | Динамо (Рига)       |
|   | З    | Яніс Якс            | 1,85 м | 86 кг  | 22 серпня 1995 (вік 26 років) | Сочі                |
|   | З    | Артурс Кулда        | 1,88 м | 98 кг  | 25 липня 1988 (вік 33 роки)   | Крефельд            |
|   | З    | Патрікс Озолс       | 1,80 м | 84 кг  | 2 лютого 2001 (вік 21 рік)    | Динамо (Рига)       |
|   | З    | Крістапс Зіле       | 1,85 м | 85 кг  | 24 грудня 1997 (вік 24 роки)  | Динамо (Рига)       |
|   | Н    | Родріго Аболс       | 1,93 м | 85 кг  | 5 січня 1996 (вік 26 років)   | Еребру              |
|   | Н    | Оскарс Батня        | 1,95 м | 100 кг | 7 травня 1995 (вік 26 років)  | Юкуріт              |
|   | Н    | Ріхардс Букартс     | 1,78 м | 84 кг  | 31 грудня 1995 (вік 26 років) | Адмірал Владивосток |
|   | Н    | Лауріс Дарзіньш     | 1,91 м | 91 кг  | 28 січня 1985 (вік 37 років)  | Динамо (Рига)       |
|   | Н    | Каспарс Даугавіньш  | 1,83 м | 100 кг | 18 травня 1988 (вік 33 роки)  | Берн                |
|   | Н    | Андріс Джеріньш     | 1,85 м | 87 кг  | 14 лютого 1988 (вік 33 роки)  | Блек Вінгз Лінц     |
|   | Н    | Мартіньш Дзієркалс  | 1,83 м | 84 кг  | 4 квітня 1997 (вік 24 роки)   | HC Škoda Plzeň      |
|   | Н    | Мікс Індрашіс       | 1,91 м | 85 кг  | 30 вересня 1990 (вік 31 рік)  | Адмірал Владивосток |
|   | Н    | Ніколайс Єлісєєвс   | 1,80 м | 86 кг  | 7 липня 1994 (вік 27 років)   | Динамо (Рига)       |
|   | Н    | Мартіньш Карсумс    | 1,78 м | 98 кг  | 26 лютого 1986 (вік 35 років) | Динамо (Рига)       |
|   | Н    | Ренарс Крастенбергс | 1,83 м | 84 кг  | 26 грудня 1998 (вік 23 роки)  | Філлах              |
|   | Н    | Роналдс Кєниньш     | 1,83 м | 91 кг  | 28 лютого 1991 (вік 30 років) | Лозанна             |
|   | Н    | Гінтс Мейя          | 1,85 м | 80 кг  | 4 вересня 1987 (вік 34 роки)  | Динамо (Рига)       |
|   | Н    | Деніс Смірновс      | 1,78 м | 82 кг  | 7 березня 1999 (вік 22 роки)  | Женева-Серветт      |

Груповий етап
| Поз | Команда    | М | В | ВО | ПО | П | ГЗ | ГП | Різ | О | Кваліфікація           |
| --- | ---------- | - | - | -- | -- | - | -- | -- | --- | - | ---------------------- |
| 1   | Фінляндія  | 3 | 2 | 1  | 0  | 0 | 13 | 6  | +7  | 8 | Чвертьфінали           |
| 2   | Швеція     | 3 | 2 | 0  | 1  | 0 | 10 | 7  | +3  | 7 | Чвертьфінали           |
| 3   | Словаччина | 3 | 1 | 0  | 0  | 2 | 8  | 12 | −4  | 3 | Кваліфікаційний плейоф |
| 4   | Латвія     | 3 | 0 | 0  | 0  | 3 | 5  | 11 | −6  | 0 | Кваліфікаційний плейоф |

| 10 лютого 2022 12:10 v | Швеція | 3–2 (1–0, 2–1, 0–1) | Латвія | Державний палац спорту Пекіна (Пекін) 873 глядачів |

| звіт | звіт                        | звіт                                                                                          | звіт            | звіт                                                                             |
| --- | --------------------------- | --------------------------------------------------------------------------------------------- | --------------- | -------------------------------------------------------------------------------- |
| |                             |                                                                                               |                 |                                                                                  |
| | Ларс Юганссон               | Воротарі                                                                                      | Іварс Пунненовс | Судді: Мартін Франьо Крістіан Вікман Лінійні Судді: Вільям Генкок Микита Шалагін |
| | голи:                       |                                                                                               |                 | Судді: Мартін Франьо Крістіан Вікман Лінійні Судді: Вільям Генкок Микита Шалагін |
| Валльмарк (Гольмберґ, Олофссон) – 09:42 / Ландер (Броме, Карл Клінґберґ) – 20:30 / Валльмарк (Теммернес, Пудас) (PP) – 33:39 | 1–0 / 2–0 / 3–0 / 3–1 / 3–2 | 36:07 – Крастенбергс (Балінскіс, Дарзіньш) (PP) / 46:48 – Єлісеєвс (Дарзіньш, Балінскіс) (PP) |                 | Судді: Мартін Франьо Крістіан Вікман Лінійні Судді: Вільям Генкок Микита Шалагін |
| |                             |                                                                                               |                 | Судді: Мартін Франьо Крістіан Вікман Лінійні Судді: Вільям Генкок Микита Шалагін |
| |                             |                                                                                               |                 | Судді: Мартін Франьо Крістіан Вікман Лінійні Судді: Вільям Генкок Микита Шалагін |
| |                             |                                                                                               |                 | Судді: Мартін Франьо Крістіан Вікман Лінійні Судді: Вільям Генкок Микита Шалагін |
| 8 хв | Штраф                       | 10 хв                                                                                         |                 | Судді: Мартін Франьо Крістіан Вікман Лінійні Судді: Вільям Генкок Микита Шалагін |
| |                             |                                                                                               |                 |                                                                                  |
| | 26                          | кидки                                                                                         | 17              |                                                                                  |

| 11 лютого 2022 21:10 v | Латвія | 1–3 (0–0, 0–1, 1–2) | Фінляндія | Арена Укесон (Пекін) 904 глядачів |

| звіт                                        | звіт                  | звіт | звіт         | звіт                                                                        |
| ------------------------------------------- | --------------------- | --- | ------------ | --------------------------------------------------------------------------- |
|                                             |                       | |              |                                                                             |
|                                             | Яніс Калниньш         | Воротарі | Харрі Сятері | Судді: Олівер Гуен Мікаель Норд Лінійні Судді: Людвіг Лундгрен Дмитро Шишло |
|                                             | голи:                 | |              | Судді: Олівер Гуен Мікаель Норд Лінійні Судді: Людвіг Лундгрен Дмитро Шишло |
| Аболс (Крастенбергс, Смірновс) (PP) – 43:01 | 0–1 / 1–1 / 1–2 / 1–3 | 37:59 – Кеміляйнен (Легтонен, Няттінен) / 54:42 – Комаров (Хієтанен, Охтамаа) / 58:43 – Анттіла (Мяеналанен, Ліндбом) |              | Судді: Олівер Гуен Мікаель Норд Лінійні Судді: Людвіг Лундгрен Дмитро Шишло |
|                                             |                       | |              | Судді: Олівер Гуен Мікаель Норд Лінійні Судді: Людвіг Лундгрен Дмитро Шишло |
|                                             |                       | |              | Судді: Олівер Гуен Мікаель Норд Лінійні Судді: Людвіг Лундгрен Дмитро Шишло |
|                                             |                       | |              | Судді: Олівер Гуен Мікаель Норд Лінійні Судді: Людвіг Лундгрен Дмитро Шишло |
| 6 хв                                        | Штраф                 | 4 хв |              | Судді: Олівер Гуен Мікаель Норд Лінійні Судді: Людвіг Лундгрен Дмитро Шишло |
|                                             |                       | |              |                                                                             |
|                                             | 20                    | кидки | 38           |                                                                             |

| 13 лютого 2022 12:10 v | Словаччина | 5–2 (1–1, 2–0, 2–1) | Латвія | Державний палац спорту Пекіна (Пекін) 943 глядачів |

| звіт | звіт                                    | звіт                                                                        | звіт          | звіт                                                                        |
| --- | --------------------------------------- | --------------------------------------------------------------------------- | ------------- | --------------------------------------------------------------------------- |
| |                                         |                                                                             |               |                                                                             |
| | Патрік Рибар                            | Воротарі                                                                    | Яніс Калниньш | Судді: Олівер Гуен Мікаель Норд Лінійні Судді: Людвіг Лундгрен Дмитро Шишло |
| | голи:                                   |                                                                             |               | Судді: Олівер Гуен Мікаель Норд Лінійні Судді: Людвіг Лундгрен Дмитро Шишло |
| Маринчич (Юрчо, Гудачек) – 11:00 / Цегларик (Гривик, Такач) – 26:17 / Слафковський – 31:16 / Зузін (Келемен, Черешняк) – 49:21 / Юрчо (ENG) – 59:59 | 1–0 / 1–1 / 2–1 / 3–1 / 3–2 / 4–2 / 5–2 | 15:46 – Кєниньш (Аболс, Крастенбергс) / 42:07 – Індрашіс (Мейя, Цибульскіс) |               | Судді: Олівер Гуен Мікаель Норд Лінійні Судді: Людвіг Лундгрен Дмитро Шишло |
| |                                         |                                                                             |               | Судді: Олівер Гуен Мікаель Норд Лінійні Судді: Людвіг Лундгрен Дмитро Шишло |
| |                                         |                                                                             |               | Судді: Олівер Гуен Мікаель Норд Лінійні Судді: Людвіг Лундгрен Дмитро Шишло |
| |                                         |                                                                             |               | Судді: Олівер Гуен Мікаель Норд Лінійні Судді: Людвіг Лундгрен Дмитро Шишло |
| 4 хв | Штраф                                   | 2 хв                                                                        |               | Судді: Олівер Гуен Мікаель Норд Лінійні Судді: Людвіг Лундгрен Дмитро Шишло |
| |                                         |                                                                             |               |                                                                             |
| | 33                                      | кидки                                                                       | 20            |                                                                             |

Плейоф
| 15 лютого 2022 12:10 v | Данія | 3–2 (1–1, 1–1, 1–0) | Латвія | Арена Укесон (Пекін) 726 глядачів |

| звіт                                                                                                   | звіт                        | звіт                                                                                          | звіт          | звіт                                                                           |
| --- | --------------------------- | --------------------------------------------------------------------------------------------- | ------------- | ------------------------------------------------------------------------------ |
| |                             |                                                                                               |               |                                                                                |
| | Себастьян Дам               | Воротарі                                                                                      | Яніс Калниньш | Судді: Ендрю Бруггема Андре Шрадер Лінійні Судді: Дастін Маккренк Дмитро Шишло |
| | голи:                       |                                                                                               |               | Судді: Ендрю Бруггема Андре Шрадер Лінійні Судді: Дастін Маккренк Дмитро Шишло |
| Поульсен (Якобсен, Лассен) – 12:02 / Якобсен (Маєр) – 36:57 / Лаурідсен (Бедкер, Нільсен) (PP) – 41:45 | 1–0 / 1–1 / 1–2 / 2–2 / 3–2 | 16:23 – Дарзіньш (Крастенбергс, Цибульскіс) / 22:33 – Дарзіньш (Балінскіс, Крастенбергс) (PP) |               | Судді: Ендрю Бруггема Андре Шрадер Лінійні Судді: Дастін Маккренк Дмитро Шишло |
| |                             |                                                                                               |               | Судді: Ендрю Бруггема Андре Шрадер Лінійні Судді: Дастін Маккренк Дмитро Шишло |
| |                             |                                                                                               |               | Судді: Ендрю Бруггема Андре Шрадер Лінійні Судді: Дастін Маккренк Дмитро Шишло |
| |                             |                                                                                               |               | Судді: Ендрю Бруггема Андре Шрадер Лінійні Судді: Дастін Маккренк Дмитро Шишло |
| 8 хв                                                                                                   | Штраф                       | 8 хв                                                                                          |               | Судді: Ендрю Бруггема Андре Шрадер Лінійні Судді: Дастін Маккренк Дмитро Шишло |
| |                             |                                                                                               |               |                                                                                |
| | 31                          | кидки                                                                                         | 27            |                                                                                |

## Лижне двоборство
| Спортсмен          | Дисципліна                               | Стрибки з трампліна | Стрибки з трампліна | Стрибки з трампліна | Лижні перегони | Лижні перегони | Загалом | Загалом |
| Спортсмен          | Дисципліна                               | Відстань            | Бали                | Місце               | Час            | Місце          | Час     | Місце   |
| ------------------ | ---------------------------------------- | ------------------- | ------------------- | ------------------- | -------------- | -------------- | ------- | ------- |
| Маркус Віноградовс | Індивідуальний нормальний трамплін/10 км | 72.0                | 55.0                | 43                  | 29:22.4        | 44             | 34:34.4 | 44      |
| Маркус Віноградовс | Індивідуальний великий трамплін/10 км    | 88.0                | 30.9                | 47                  | НФ             | НФ             | НФ      | НФ      |

## Санний спорт
Завдяки результатам у Кубку світу 2021–2022 від Латвії на Ігри кваліфікувались вісім саней.
Чоловіки
| Спортсмен                   | Дисципліна     | 1-й заїзд | 1-й заїзд | 2-й заїзд | 2-й заїзд | 3-й заїзд | 3-й заїзд | 4-й заїзд | 4-й заїзд | Сума     | Сума  |
| Спортсмен                   | Дисципліна     | Час       | Місце     | Час       | Місце     | Час       | Місце     | Час       | Місце     | Час      | Місце |
| --------------------------- | -------------- | --------- | --------- | --------- | --------- | --------- | --------- | --------- | --------- | -------- | ----- |
| Крістерс Апарйодс           | Одномісні сани | 57.364    | 4         | 57.597    | 6         | 57.399    | 4         | 57.693    | 9         | 3:50.053 | 5     |
| Гінтс Берзіньш              | Одномісні сани | 57.414    | 7         | 57.709    | 7         | 57.480    | 6         | 57.570    | 7         | 3:50.173 | 7     |
| Артурс Дарзнієкс            | Одномісні сани | 58.166    | 17        | 59.370    | 28        | 57.932    | 12        | 58.241    | 17        | 3:53.709 | 18    |
| Мартиньш Ботс Робертс Плуме | Двомісні сани  | 58.628    | 5         | 58.791    | 5         | Н/Д       | Н/Д       | Н/Д       | Н/Д       | 1:57.419 | 4     |
| Андріс Шіцс Юріс Шіцс       | Двомісні сани  | 58.703    | 6         | 58.734    | 4         | Н/Д       | Н/Д       | Н/Д       | Н/Д       | 1:57.437 | 5     |

Жінки
| Спортсменка     | Дисципліна     | 1-й заїзд | 1-й заїзд | 2-й заїзд | 2-й заїзд | 3-й заїзд | 3-й заїзд | 4-й заїзд | 4-й заїзд | Сума     | Сума  |
| Спортсменка     | Дисципліна     | Час       | Місце     | Час       | Місце     | Час       | Місце     | Час       | Місце     | Час      | Місце |
| --------------- | -------------- | --------- | --------- | --------- | --------- | --------- | --------- | --------- | --------- | -------- | ----- |
| Кендія Апарйоде | Одномісні сани | 59.107    | 13        | 59.020    | 7         | 58.928    | 15        | 59.084    | 12        | 3:56.139 | 11    |
| Еліза Тірума    | Одномісні сани | 58.956    | 8         | 58.849    | 6         | 58.865    | 11        | 58.771    | 8         | 3:55.441 | 8     |
| Еліна Вітола    | Одномісні сани | 59.025    | 12        | 59.140    | 14        | 59.029    | 17        | 1:00.957  | 18        | 3:58.151 | 18    |

Естафета змішаних команд
| Спортсмен                                                  | Дисципліна | 1-й заїзд | 1-й заїзд | 2-й заїзд | 2-й заїзд | 3-й заїзд | 3-й заїзд | Сума     | Сума  |
| Спортсмен                                                  | Дисципліна | Час       | Місце     | Час       | Місце     | Час       | Місце     | Час      | Місце |
| ---------------------------------------------------------- | ---------- | --------- | --------- | --------- | --------- | --------- | --------- | -------- | ----- |
| Еліза Тірума Крістерс Апарйодс Мартиньш Ботс Робертс Плуме | Естафета   | 1:00.578  | 5         | 1:01.451  | 3         | 1:02.325  | 5         | 3:04.354 | 3     |

## Шорт-трек
Від Латвії на Ігри кваліфікувалися два шорт-трекісти.
| Спортсмен         | Дисципліна             | Попередній заїзд | Попередній заїзд | Чвертьфінал | Чвертьфінал | Півфінал    | Півфінал    | Фінал       | Фінал |
| Спортсмен         | Дисципліна             | Час              | Місце            | Час         | Місце       | Час         | Місце       | Час         | Місце |
| ----------------- | ---------------------- | ---------------- | ---------------- | ----------- | ----------- | ----------- | ----------- | ----------- | ----- |
| Рейніс Берзіньш   | 1500 метрів (чоловіки) | Н/Д              | Н/Д              | 2:15.371    | 5 ADV       | 2:14.714    | 4 QB        | 2:18.499    | 15    |
| Робертс Крузбергс | 500 метрів (чоловіки)  | 40.430           | 3 q              | 40.694      | 3 q         | 41.870      | 5 QB        | 41.465      | 9     |
| Робертс Крузбергс | 1000 метрів (чоловіки) | 1:23.979         | 3                | Не потрапив | Не потрапив | Не потрапив | Не потрапив | Не потрапив | 20    |
| Робертс Крузбергс | 1500 метрів (чоловіки) | Н/Д              | Н/Д              | 2:10.999    | 5           | Не потрапив | Не потрапив | Не потрапив | 26    |

## Скелетон
| Спортсмен      | Дисципліна | 1-й заїзд | 1-й заїзд | 2-й заїзд | 2-й заїзд | 3-й заїзд | 3-й заїзд | 4-й заїзд | 4-й заїзд | Сума    | Сума  |
| Спортсмен      | Дисципліна | Час       | Місце     | Час       | Місце     | Час       | Місце     | Час       | Місце     | Час     | Місце |
| -------------- | ---------- | --------- | --------- | --------- | --------- | --------- | --------- | --------- | --------- | ------- | ----- |
| Мартінс Дукурс | Чоловіки   | 1:00.62   | 6         | 1:00.62   | 3         | 1:00.40   | 4         | 1:01.12   | 13        | 4:02.76 | 7     |
| Томасс Дукурс  | Чоловіки   | 1:00.76   | 8         | 1:00.79   | 7         | 1:00.74   | 10        | 1:00.92   | 10        | 4:03.21 | 9     |
| Ендія Терауда  | Жінки      | 1:02.98   | 20        | 1:03.15   | 19        | 1:02.65   | 18        | 1:02.79   | 17        | 4:11.57 | 20    |

## Ковзанярський спорт
Індивідуальні перегони
| Спортсмен       | Дисципліна             | Заїзд   | Заїзд |
| Спортсмен       | Дисципліна             | Час     | Місце |
| --------------- | ---------------------- | ------- | ----- |
| Харальдс Сіловс | 1500 метрів (чоловіки) | 1:48.24 | 24    |

Масстарт
| Спортсмен       | Дисципліна          | Півфінал | Півфінал | Півфінал | Фінал       | Фінал       | Фінал |
| Спортсмен       | Дисципліна          | Бали     | Час      | Місце    | Бали        | Час         | Місце |
| --------------- | ------------------- | -------- | -------- | -------- | ----------- | ----------- | ----- |
| Харальдс Сіловс | Масстарт (чоловіки) | 3        | 7:59.50  | 9        | Не потрапив | Не потрапив | 17    |